# Euskelosaurus brownii
Euskelosaurus brownii es la única especie conocida del género extinto  Euskelosaurus   ("reptil de buena pata") de dinosaurio sauropodomorfo plateosáurido, que vivió a finales del período Triásico, hace aproximadamente 227 y 210 millones de años, entre el Carniense y el Noriense, en lo que es hoy África.

## Descripción
El Euskelosaurus fue un prosaurópodo de tamaño medio que se estima que llegó a medir 10 metros de largo y 2,5 de alto lo que es algo grande para un plateosáurido. Aunque debió desplazarse en dos patas podía hacerlo también en cuatro. Debido a la gran cantidad de restos encontrado se cree que fue un dinosaurio común en su época, en la cual el clima de su lugar pasaba de húmedo a seco. Se caracterizaba por una cresta pectoral que es sigmoidea viéndola desde el frente en el humero. El fémur está enroscado en su eje mayor, por esta razón Jacques van Heerden, ha propuesto que el Euskelosaurus  tuviese las patas en arco, no en línea recta debajo del cuerpo. Si esto es correcto, es altamente inusual para un dinosaurio, ya que las patas de dinosaurio están típicamente orientadas directamente debajo del cuerpo como en los mamíferos.

## Descubrimiento e investigación
Restos de Euskelosaurus se han encontrado en toda África del sur, en Sudáfrica se lo encontró en el Estado Libre de Orange, en la Formación Elliot Inferior y en la Formación Mpandi en el sur de Matabeleland, en Zimbaue. Descrito en 1866 por Thomas Henry Huxley. como Euskelesaurus brownii basado en el holotipo BMNH R1625, a partir de extremidades y huesos de la columna vertebral encontrados por Alfred Brown en 1863. Este encontró varios huesos en Barnard's Spruit, cerca de Aliwal North, que envió al geólogo Roderick Impey Murchison en Inglaterra, donde llegaron el 24 de mayo de 1866 quien mostró el descubrimiento a Thomas Henry Huxley, quien describió y nombró una nueva especie en 1866. El nombre fue enmendado en 1902  Friedrich von Huene que acuñó  Euskelosaurus. Es el primer dinosaurio africano conocido. Se han encontrado alrededor de 16 esqueletos de adultos y en 2001, Durand, ha informado el hallazgo de un ejemplar juvenil que teniendo la misma morfología, solo se diferencia por ser mucho más chico. El nombre del género se deriva de eu que en griego clásico significa "bien formado" y skelos, "pata", una referencia a las piernas firmes. El nombre de la especie honra a Brown que a veces se deletrea como browni.
Plateosauravus fue considerado un sinónimo más joven de Euskelosaurus en 1976 por Jacques van Heerden, lo que significaría que unos quince esqueletos parciales deberían atribuirse a la especie. Sin embargo, Adam Yates ha declarado en 2003 que Euskelosaurus es dudoso debido a los escasos restos y que un material similar debe llevar el nombre de Plateosauravus. El problema está relacionado con la pregunta de si todo el material que Brown envió a Viena, París y a Harry Govier Seeley proviene de la misma copia. El caso sigue siendo considerablemente complicado porque Peter Galton hizo dos fragmentos de fémur de Viena, NMW 1886-XV-39 y NMW-1876-VII-B124, el holotipo de un tipo de Theropoda, Aliwalia rex, combinándolos con una pieza de mandíbula de un terópodo, BMNH R3301. Yates, sin embargo, afirma que los huesos del muslo son remanentes de otro taxón, Eucnemesaurus un  sauropodomorfo. Seeley pensó en 1894 que la mandíbula pertenecía a Euskelosaurus, confirmando la falsa hipótesis de que también era un depredador.

## Clasificación
Euskelosaurus es un prosáuropodo actualmente considerado un plateosáurido, aunque en otro tiempo se lo incluyó dentro de los melanorosáuridos. La relación exacta de Euskelosaurus no ha sido clara desde el principio. Huxley pensó en 1870 que era un terópodo carnívoro y colocó a la especie entre los Megalosauridae. En 1896, Othniel Charles Marsh creía que era un miembro de Ornithischia, en los Scelidosauridae. No fue hasta 1902 que von Huene hizo una conexión con Prosauropoda al asignarlo a Zanclodontidae, en 1908 cambió eso en los Plateosauridae. Después de esto, varios autores presumieron varios grupos diferentes de prosaurópodos, como Melanorosauridae, Anchisauridae y en 1970 por Paul Ellenberger incluso en su propia familia, Euskelesauridae.